# Agnes Kittelsen
Agnes Kittelsen (født 20. maj 1980, Vågsbygd, Kristiansand) er en norsk skuespiller, der blandt andet er kendt fra rollen som Tikken Manus i filmen Max Manus.

## Karriere
Kittelsens scene-debut var som amatør i sommeren 2002 i en moderne udgave af Aladdin opført af skuespillere fra andenklassen ved Statens teaterhøgskole. Kittelsen bleb skuespiller fra teaterhøgskolen i 2003.
Hendes TV-debut var i 2004 i serien Skolen, og  året efter fulgte en birolle i serien Brødrene Dal og mysteriet om Karl XIIs gamasjer. I efteråret 2005 spillede hun hovedrollen i Alice i en opførelse af Alice i Eventyrland på Den Nationale Scene, og i 2007 medvirkede hun i stykket Kolde produkt, en omskrevet version af Ibsens Et dukkehjem.
I 2008 spillede hun en central rolle i den norske film Max Manus, og fuk i august 2009 Amandaprisen for bedste kvindelige birolle.
Kittelsen har også haft roller i TV 2-serien Dag, filmen Sykt lykkelig og teaterstykket Trollbyen.
Kittelsen har i flere år spillet rollen som den smukke Unn den Fagre i musikalen "Herøyspelet Kongens Ring".

## Filmografi
- 2015: Presten i paradiset
- 2005: Bagasje – Hilde
- 2006: Road Movie (kort film)
- 2008: Max Manus – Ida Nikoline 'Tikken' Lindebrække
- 2010: Neglect
- 2010: Sykt lykkelig - Kaja[3]
- 2012: Reisen til julestjernen
- 2012: Kon-Tiki
- 2015: Staying Alive
- 2016: Pyromanen

## TV-roller
- 2004: Skolen – Anneli
- 2005: Brødrene Dal og mysteriet om Karl XIIs gamasjer – Mette-Mari Dal
- 2008: Honningfellen – Signe Maria Øjet
- 2010: Dag - sæson 1 – Malin Tramell
- 2011: Dagen sæson 2 Malin Tramell
- 2012: Halvbroren – Vivian
- 2013: Dag - sæson 3 – Malin Tramell
- 2015: Hæsjtægg - sæson 1 – ?

## Priser og anerkendelser

### Modtaget priser
- 2009: Amandaprisen for bedste skuespillerinde i en birolle: for rollen som Tikken i filmen Max Manus

### Nomineringer
- 2011: Amandaprisen for bedste skuespillerinde: for rollen som Kaja i filmen Sykt lykkelig

## Privatliv
Kittelsen har siden 2013 været kæreste med den svenske musiker Lars Winnerbäck, og de blev gift i Stockholm 30. april 2016.
Hun har en søn, Vetle (født 2006) med hendes tidligere partner, skuespiller Endre Hellestveit.

## Eksterne links
- "Agnes Kittelsen - profil og bilder", Filmweb.no, hentet 18. april 2018
- Agnes Kittelsen på Internet Movie Database (engelsk)
- Agnes Kittelsen på Filmdatabasen
- Agnes Kittelsen på danskefilm.dk
- Agnes Kittelsen på danskfilmogtv.dk
- Agnes Kittelsen på Scope
- Agnes Kittelsen på Svensk Filmdatabas (svensk)
- Agnes Kittelsen på AlloCiné (fransk)
- Agnes Kittelsen på AllMovie (engelsk)
- Agnes Kittelsen på The Movie Database (engelsk)